# Kevin Quevedo
Kevin Martín Quevedo Mathey, noto semplicemente come Kevin Quevedo (Lima, 22 febbraio 1997), è un calciatore peruviano, attaccante dell'Alianza Lima.

## Caratteristiche tecniche
È un'ala destra.

## Carriera

### Club
Cresciuto nelle giovanili dell'Universitario, ha esordito in prima squadra il 23 agosto 2016 disputando l'incontro di Campeonato Descentralizado perso 2-1 contro l'UTC Cajamarca.

### Nazionale
Con la nazionale Under-20 peruviana ha preso parte al Sudamericano Under-20 2017.

## Palmarès

### Club

#### Competizioni nazionali
- Campionato peruviano: 1

Alianza Lima: 2017